# Codice ATC R07
Il codice ATC R07 "Altri prodotti per il sistema respiratorio" è un sottogruppo terapeutico del sistema di classificazione Anatomico Terapeutico e Chimico, un sistema di codici alfanumerici sviluppato dall'OMS per la classificazione dei farmaci e altri prodotti medici. Il sottogruppo R07 fa parte del gruppo anatomico R dell'apparato respiratorio.
Codici per uso veterinario (codici ATCvet) possono essere creati ponendo la lettera Q di fronte al codice ATC umano: QR ...  I codici ATCvet senza corrispondente codice ATC umano sono riportati nella lista seguente con la Q iniziale.
Numeri nazionali della classificazione ATC possono includere codici aggiuntivi non presenti in questa lista, che segue la versione OMS.

## R07A Altri prodotti per il sistema respiratorio

### R07AA Surfattanti polmonari
R07AA01 Colfosceril palmitato
R07AA02 Fosfolipidi naturali
R07AA30 Combinazioni

### R07AB Stimolanti respiratori
R07AB01 Doxapram
R07AB02 Niketamide
R07AB03 Pentetrazolo
R07AB04 Etamivan
R07AB05 Bemegride
R07AB06 Pretcamide
R07AB07 Almitrina
R07AB08 Dimeflina
R07AB09 Mepixanox
R07AB52 Niketamide, combinazioni
R07AB53 Pentetrazol, combinazioni
QR07AB99 Stimolanti respiratori, combinazioni

### R07AX Altri prodotti per il sistema respiratorio
R07AX01 Ossido nitrico
R07AX02 Ivacaftor
R07AX30 [Ivacaftor e lumacaftor